# Radula visianica
Espèce
Statut de conservation UICN

 CR  : 
En danger critique
Radula visianica est une espèce de plante du genre Radula de la famille des Radulaceae, aujourd'hui éteinte. Elle était endémique de l'Italie.
L'espèce était connue de deux localités et non revue depuis 1938.

## Référence taxinomiques
- (en) BioLib : Radula visianica C. Massal. (consulté le 21 avril 2019)
- (en) Catalogue of Life : Radula visianica C.Massal. (consulté le 23 décembre 2020)
- (en) NCBI : Radula visianica C.Massal., 1904 (taxons inclus) (consulté le 21 avril 2019)
- (en) The Plant List : Radula visianica C. Massal.  (source : Tropicos.org) (consulté le 21 avril 2019)
- (en) Tropicos : Radula visianica C. Massal.  (+ liste sous-taxons) (consulté le 21 avril 2019)
- (en) UICN : espèce Radula visianica C.Massal. (consulté le 1er septembre 2020)